# Saubrigues
Saubrigues település Franciaországban, Landes megyében. Lakosainak száma 1605 fő (2022. január 1.). Saubrigues Bénesse-Maremne, Orx, Saint-André-de-Seignanx, Saint-Jean-de-Marsacq, Saint-Martin-de-Hinx és Saint-Vincent-de-Tyrosse községekkel határos.

## Népesség
A település népessége az elmúlt években az alábbi módon változott:
| Lakosok száma | 757  | 764  | 887  | 1213 | 1384 | 1388 | 1415 | 1495 | 1543 | 1605 |
|               | 1968 | 1982 | 1990 | 2006 | 2013 | 2015 | 2017 | 2019 | 2020 | 2022 |